# Beautiful Day
"Beautiful Day" é uma canção da banda de rock irlandesa U2. É a primeira faixa do álbum de 2000, All That You Can't Leave Behind, e foi lançado como primeiro single do álbum. Foi um sucesso comercial, ajudando a lançar o álbum ao status de multi platina, sendo um dos maiores sucessos do U2, até a data. Como muitas faixas de All That You Can't Leave Behind, "Beautiful Day" remonta ao som do passado da banda. O tom da guitarra de The Edge era um assunto de debate entre os membros da banda, como eles discordavam sobre ele usar um som semelhante ao de sua carreira no início da década de 1980. O vocalista Bono explicou que a canção é animada e otimista sobre a possibilidade de se perder tudo, mas ainda, poder encontrar alegria com o que você tem.
A canção recebeu críticas positivas, tornando-se o quarto single de número 1 no Reino Unido e seu primeiro número 1 na Holanda. A canção atingiu a posição 21 nos Estados Unidos, a posição mais alta desde a canção "Discothèque", em 1997. Em 2001, a canção ganhou três Prêmios Grammy de "Canção do Ano", "Gravação do Ano" e "Melhor Performance de Rock por um Duo ou Grupo com Vocais". O grupo tocou "Beautiful Day" em cada um de seus shows desde a estreia da canção ao vivo em 2001 na turnê Elevation Tour.

## Escrita e gravação
"Beautiful Day" foi escrito em vários estágios, proveniente de uma composição chamada "Always" (mais tarde lançada como b-side), que a banda tinha criada em uma pequena sala em Hanover Quay Studio. No entanto, eles inicialmente se impressionaram com ele, como o guitarrista The Edge disse: "Como uma canção de rock, que era muito 'ho-hum'". Após Bono aparecer com a letra de "beautiful day", a música entrou em uma direção diferente. The Edge improvisava com o backing vocal (vocal de apoio) do coro em uma noite com o co-produtor Daniel Lanois, acrescentando dizendo que essa era a "chave" para o refrão e suas novas letras.
O processo de gravação para All That You Can't Leave Behind foi um álbum que reconheceu a banda do passado. Eles queriam se distanciar da sua experimentação dos anos de 1990 com música eletrônica em favor de um retorno "ao som tradicional do U2". Esta abordagem definiu a direção de "Beautiful Day". Embora a banda pretendesse estabelecer uma forma mais despojada, som convencional, um dos avanços da música só veio depois o co-produtor Brian Eno forneceu "eletronificação das cordas com um caixa de ritmos" e um sintetizador em uma parte das cordas no início. Os membros da banda também debateram sobre o tom da guitarra de The Edge quando tocava com a sua guitarra Gibson X-Plorer; o tom foi utilizado em grande parte do seu material início até o seu álbum de 1983, War, mas para All That You Can't Leave Behind, a banda queria com um som  mais progressista. Bono foi particularmente resistente ao tom da guitarra de Edge quando estava tocando, mas The Edge ganhou e seu som acabou sendo usado. Como ele explica: "Foi porque estávamos chegando com uma música inovadora que eu senti uma licença para utilizar uma guitarra com sons".
O processo de mixagem foi difícil, com duração de duas semanas. Várias alterações foram feitas durante esse período; Bono acrescentou uma parte da guitarra que tocava a progressão de acordes da canção para intensificar o baixo, acrescentando que "tudo se solidificou", de acordo com The Edge. The Edge também mudou a linha do baixo durante o refrão e com uma ideia de Bono, converteu o teclado por uma parte da guitarra com uma "qualidade mais penetrante", para equilibrar a positividade da faixa. Lanois descreveu a canção quando concluída como "um desses pequenos presentes que você pensa, meu Deus, nós conseguimos!".

## Composição
"Beautiful Day" é tocada em um tempo de 136 batidas por minuto em em compasso de 4/4. A canção começa com um piano elétrico reverberando ao longo do sintetizador de cordas, introduzindo a progressão de notas de A–Bm7–D–G–D9–A. Essa progressão continua durante os versos e refrões, as mudanças nem sempre é para um bar (segmento de tempo definido por um determinado número de batidas de um período determinado). Após a linha de abertura, The heart is a bloom (O coração é uma flor), o rítmo de entrada, compreendendo as oito notas repetidas no baixo e uma bateria eletrônica. No primeiro verso, a voz de Bono está à frente da mixagem e sua produção é seca. Em 0:29, um padrão de arpejos de guitarra de The Edge aparece pela primeira vez, ecoando através de canais. Os versos são relativamente calmos até o refrão, quando Edge começa a tocar com o riff da guitarra e entrada da bateria de Larry. Durante o refrão, Bono canta de forma contida, em contraste com o backing vocal "alto, gritos" de The Edge, uma voz sustentada no "day".
Após o segundo refrão, uma seção da ponte começa às 1:55, jogando a progressão de acordes F♯m–G–D–A, aumenando a emoção da música quando Bono canta: Touch me / Take me to that other place (Toque-me / Leve-me para aquele outro lugar). A ponte liga a oito médios, com uma seção em que The Edge repete uma frase de duas notas na guitarra modulada, com início de 2:08. Depois de sete segundos, o intervalo dos rítmos começa. Os acordes nesta seção seguem uma progressão de Em–D–Em–G–D–Em–G–D–A, o que implica uma chave de Dm. O baixo toca uma nota G sob a corda Em, o que implica uma mudança de cordas que não ocorre. Após o terceiro refrão e o retorno da seção, a música termina de repente em um "low-key" fashion; a maioria das paragens de instrumentação e uma regeneração de um sinal de guitarra vai e volta entre os canais antes de desaparecer.
Segundo Bono, "Beautiful Day" é sobre um homem que perdeu tudo, mas que acaba encontrando alegria. A revista Blender interpretou a canção e a frase "it's a beautiful day" ("é um lindo dia") como uma visão de abandonar as coisas materiais e encontrar a graça do mundo em si mesmo. Em seu livro de 2001, Inside Classic Rock Tracks, Rikki Rooksby descreveu a canção como tendo uma qualidade "imprecisa", abrangendo uma área ambígua sujeita entre religião e romance. Ele achou uma "graça e salvação" nos versos escritos, e acreditava que apesar de não explicar explicitamente como perseverança emocional, a música traz muitas imagens sugestivas de que é o suficiente.
Em um episódio da Iconoclast da Sundance Channel americana, o vocalista da banda R.E.M., Michael Stipe disse: "Eu amo essa música. Eu gostaria de tê-la escrito, e eles sabem que eu desejo tê-la escrita. Ela me faz dançar; isso me deixa irritado por não ter a escrito".

## Lançamento
"Beautiful Day" foi o single de estreia do álbum All That You Can't Leave Behind. A canção chegou em número #1 nas paradas de singles na Austrália, Canadá, Reino Unido e Irlanda, impusionando as vendas de All That You Can't Leave Behind.
"Beautiful Day" está incluído nas compilações The Best of 1990-2000 (2002) e U218 Singles (2006). Uma versão da música conhecida pelo mix de Quincey and Sonance da canção foi lançado no EP 7.

## Vídeo da música

Captura do videoclipe da canção, com a banda em performance na pista do aeroporto de Paris-Charles de Gaulle.

O vídeo da canção mostrou a banda andando no aerporto de Paris-Charles de Gaulle, com cenas da banda tocando em uma pista de avião com grandes jatos decolando e pousando por cima. As companhias aéreas que podem ser identificadas são Middle East Airlines, através da decolagem e aterrissagem de um A310 e de um A300; e da Air France, através da sua asa traseira. O vídeo é dirigido por Jonas Åkerlund. Quando a banda está tocando, eles não estão na pista, mas num ponto de táxi por causa das linhas amarelas. As pistas têm linhas brancas.
Um vídeo alternativo da canção, foi gravada em Èze, na França, foi apresentado no U2 Exclusive CD!, no DVD bônus de The Best of 1990-2000 e U218 Videos. Um mês antes do lançamento do álbum, uma versão ao vivo da canção foi filmado em Dublin no último andar do hotel The Clarence. Ele é caracterizado em recursos extras no DVD Elevation 2001: Live from Boston (embora seja marcada no DVD como "Toronto, Canadá").

## Performance ao vivo

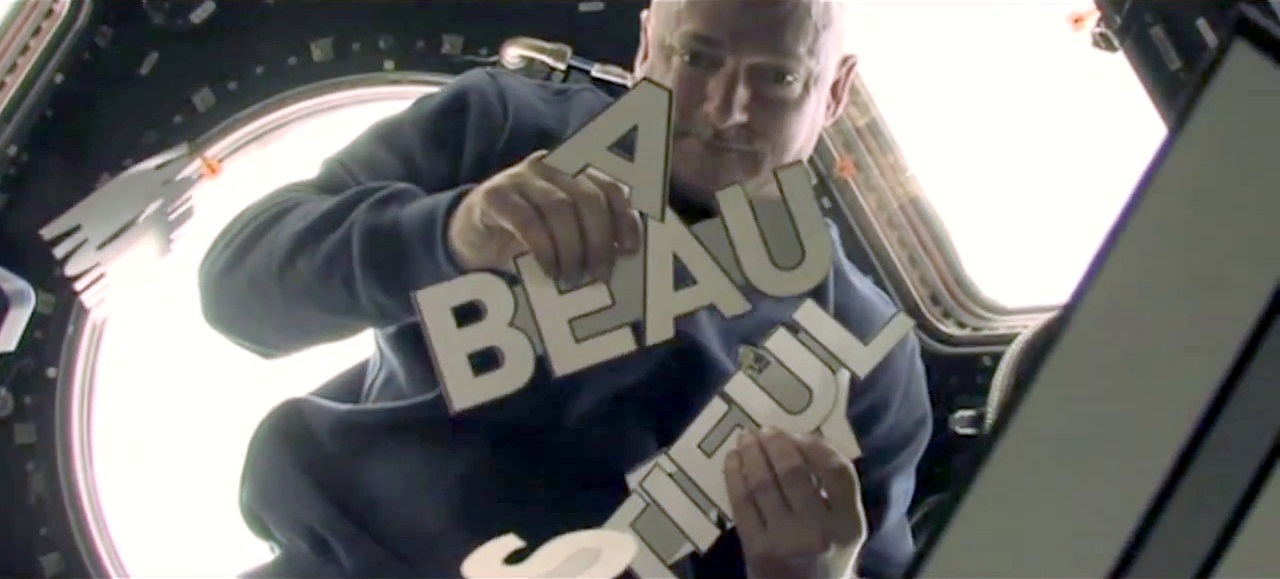
Um vídeo do astronauta americano Mark E. Kelly foi apresentado antes da canção antes de ser tocada a canção nos concertos da etapa final da turnê U2 360º Tour. Também, o vídeo foi apresentado na primeira noite do Festival de Glastonbury 2011, na Inglaterra.

Desde a sua estreia na turnê na primeira data da turnê Elevation Tour, em 24 de março de 2001 em Miami, "Beautiful Day" foi tocada em cada concerto durante a turnê, bem como uma série de aparições promocionais e shows sem ligações com a turnê. No Elevation Tour, "Beautiful Bay" era normalmente a segunda canção tocada, apesar de ter sido canção de abertura de um show e foi tocado no final do setlist em dois concertos. Durante a Vertigo Tour, ela apareceu na primeira metade do set principal. Comparece no filmes-concerto Elevation 2001: Live from Boston, U2 Go Home: Live from Slane Castle, Vertigo 2005: Live from Chicago e U2 360° at the Rose Bowl.
A música também foi realizada no palco durante o set no Live 8, no Hyde Park em Londres; com letras um pouco diferente na ponte em que mencionaram as diferentes cidades onde os shows do Live 8 aconteceu. Foi realizada ao vivo em Nova Orleans para o Super Bowl XXXVI, e para o New Orleans Saints, primeira vez que tocada depois Nova Orleans desde o Furacão Katrina. Durante o descanso de cinco noites que a banda tinha feito no The Late Show with David Letterman para promover o seu álbum de 2009, No Line on the Horizon, "Beautiful Day" não foi a única música desse álbum a ser tocada.
A música também foi usada durante a maior parte da turnê U2 360°. Durante a etapa final da turnê em 2011, um vídeo gravado pelo astronauta da NASA, Mark Kelly, foi usado como introdução para a canção. Kelly já tinha escolhido a música para um despertador no voo STS-134 do ônibus espacial. Em 24 de junho de 2011, a mesnagem pré-gravada do astronauta também foi usada na primeira noite do Festival de Glastonbury 2011, na Inglaterra.

## Recepção

### A resposta da crítica
| Críticas profissionais | Críticas profissionais |
| Avaliações da crítica  | Avaliações da crítica  |
| Fonte                  | Avaliação              |
| ---------------------- | ---------------------- |
| Allmusic               | [ 17 ]                 |

"Beautiful Day" recebeu críticas positivas dos críticos. Olaf Tyaransen da Hot Press, chamou a canção de "surpreendentemente fácil de usar, porém ainda cativante", enquanto que a revista Peter Murphy disse que a canção quebrou tendências da banda de lançar singles liderados que inovou no novo sônico, mas não foram as melhores canções de seus respectivos álbuns. Murphy chamou a música de "cavalaria patenteada do U2 de U23 através de The Joshua Tree para o Jubilee 2000". O The Guardian disse que a música bate uma nota apropriada de colocar o passado para trás com o resto de sua vida. A revisão elogiou a trilha para sua "batida agitada", "refrão contagiante e os sons da guitarra badalada de Edge". Robert Hilburn do Los Angeles Times, tinha chamado a faixa da banda tinha sido uma vez "agraciado pela gloriosa textura da guitarra de The Edge, e que Bono abandonou a máscara". A Rolling Stone chamou a canção de "preparada, e depois atacando"; e disse que foi uma dss muitas do álbum que tem uma "ressonância que não se apaga com músicas repetidas". O jornal The Philadelphia Inquirer foi crítico da música, dizendo que não era "dirigida pelo fogo dos verdadeiros crentes", mas sim pela necessidade de um hit da banda, e que era "um movimento para consolidar uma base que pode já ter acabado".
David Browne, na época crítico da Entertainment Weekly, foi muito receptivo com "Beautiful Day", observando que o refrão "irrompe em um eufórico rugido de modo edificante" que foi tocada durante uma transmissão na televisão nos Olimpíadas de 2000. Browne chamou-o de "arranjo clássico do U2" de "sentimental"; mas também disse: "caramba, caso não é eficiente". Ele disse que a música o faz lembrar da banda no final dos anos de 1980, quando tanto a música popular procurou ser "musicalmente e emocionalmente inspirador". Edna Gundersen do USA Today estava entusiasmada com a música, chamando-a de "eufórica", e sugerindo que ela "respiração e ar fresco em listas de bloqueio em pop sintéticoe rap-rock enfervecente". O Detroit Free Press era crítico do álbum por ser pendonal, mas chamando a canção de um dos "flashes de sucesso", descrevendo-a como uma  "gloriosa música ativa, em camadas que lembra as astutas letras dos dias de Achtung Baby". A NME publicou uma resenha negativa da música pós o lançamento do single, sugerido pelo assassino de John Lennon, Mark Chapman, deve ser libertado da prisão para atirar em Bono, uma declaração da Hot Press chamado de "venenosa" e de "mau gosto". A recepção foi mais receptivo à música após o lançamento do álbum All That You Can't Leave Behind, dizendo que o álbum é como o "otimismo de calor obscuro" da faixa.
"Beautiful Day" terminou em #4 lugar no "Best Singles" na lista da The Village Voice da enquete de críticos de música,Pazz & Jop. A canção ganhou 3 Grammy Awards em 2001 — Gravação do Ano, Canção do Ano e Melhor Performance Pop por um Duo ou Grupo com Vocais.

### Reconhecimento e legado
Em 2003, uma edição especial da revista Q intitulado "1001 Best Songs Ever", colocou "Beautiful Day" na posição de número #747 em sua lista de melhores músicas. Em 2005, a Blender classificou a canção na #63 posição em sua lista de "The 500 Greatest Songs Since You Were Born". Em 2009, e uma lista de classificação de final de década, a Rolling Stone cotou a canção em #9 melhor canção e eleita como #3 melhor single da década de 2000. Em 2010, a Rolling Stone atualizou a sua lista de "The 500 Greatest Songs of All Time" e colocou "Beautiful Day" na posição de número #345, tornando-se das uma das 8 canções do U2 na lista.
Kurt Nilsen, vencedor do Idol na versão norueguesa cantou durante a competição durante o World Idol em 25 de dezembro de 2003 e venceu o concurso com a canção. Esse foi o úncio título do World Idol e não se repetiu nos anos seguintes. Em 2004, a banda Sanctus Real gravou uma versão do álbum In the Name of Love: Artists United for Africa. Em 2007, o guitarrista alemão, Axel Rudi Pell, gravou sua versão em seu álbum Diamonds Unlocked. Em 2008, a canção foi escolhida para tocar durante os créditos finais do filme Nim's Island, estrelado por Abigail Breslin, Jodie Foster e Gerard Butler. Em 2010, um cover de "Beautiful Day" foi lançado por Lee DeWyze como seu primeiro single após a vitória dele na nona temporada do American Idol. DeWyze comentou: "Eu gosto muito dessa música (...) É algo que está necessariamente no meu gênero? Não. Havia canções na mesa, e eu fui com a canção que eu pensava que fosse a mais apropriada no melhor momento". O cover alcançou a #24 posição na Billboard Hot 100, #12 na Digital Songs e na #27 posição no Canadian Hot 100. "Beautiful Day" foi também cover na série de TV "The X Factor" da Austrália do cantor Altiyan Childs para o seu álbum intitulado do mesmo nome, Altiyan Childs.
Recentemente, em pesquisa conduzida pelo DJ Stuart Maconie, a canção do U2 foi eleita a música mais popular do Reino Unido. Apontada por 36% dos perguntados a canção superou clássicos como Hey Jude dos  Beatles, por exemplo.

## Lista de faixas
Todas as músicas compostas pelo U2.
| - ;Vinil de 12" 1. "Beautiful Day" – 4:06 - ;Fita cassete na UK 1. "Summer Rain" – 4:06 - ;CD 1 1. "Beautiful Day" – 4:06 2. "Summer Rain" – 4:06 3. "Always" – 3:46 - ;CD 2 1. "Beautiful Day" – 4:06 2. "Discothèque" (Live from Mexico City) – 5:10 3. "If You Wear that Velvet Dress" (Live from Mexico City) – 2:43 | - ;CD 1 na Austrália 1. "Beautiful Day" – 4:06 2. "Summer Rain" – 4:06 3. "Always" – 3:46 4. "Last Night on Earth" (Live from Mexico City) (vídeo) – 6:30 - ;CD 2 na Austrália 1. "Beautiful Day" – 4:06 2. "Discothèque" (Live from Mexico City) – 5:10 3. "If You Wear That Velvet Dress" (Live from Mexico City) – 2:43 4. "Last Night on Earth" (Live from Mexico City) – 6:30 - ;CD no Japão 1. "Beautiful Day" – 4:06 2. "Summer Rain" – 4:06 3. "Discothèque" (Live from Mexico City) – 5:10 4. "If You Wear That Velvet Dress" (Live from Mexico City) – 2:43 |

## Gráficos e certificações
| País/Paradas (2000)                   | Melhor posição |
| ------------------------------------- | -------------- |
| Alemanha (Media Control Charts)       | 7              |
| Austrália (ARIA Charts)               | 1              |
| Áustria (Ö3 Austria Top 40)           | 7              |
| Bélgica (Ultratop 50 Flanders)        | 8              |
| Bélgica (Ultratop 40 Valônia)         | 6              |
| Canadá (RPM Alternative Rock)         | 1              |
| Canadá (RPM Top Singles)              | 1              |
| Estados Unidos (Billboard Hot 100)    | 21             |
| Estados Unidos (Adult Pop Songs)      | 4              |
| Estados Unidos (Alternative Songs)    | 5              |
| Estados Unidos (Hot Dance Club Songs) | 1              |
| Estados Unidos (Pop Songs)            | 19             |
| Estados Unidos (Radio Songs)          | 19             |
| Finlândia (Suomen virallinen lista)   | 1              |
| França (SNEP)                         | 17             |
| Irlanda (IRMA)                        | 1              |
| Itália FIMI                           | 1              |
| Noruega (VG-lista)                    | 1              |
| Nova Zelândia (RIANZ)                 | 7              |
| Países Baixos (Dutch Top 40)          | 1              |
| Reino Unido (UK Singles Chart)        | 1              |
| Suécia (Sverigetopplistan)            | 7              |
| Suíça (Schweizer Hitparade)           | 6              |
| País/Paradas (2009)                   | Melhor posição |
| Estados Unidos (Lala.com)             | 17             |

| Austrália (ARIA Charts)                               | Platina | 70.000^  |
| Brasil (ABPD)                                         | Platina | 100.000^ |
| Estados Unidos (RIAA)                                 | Ouro    | 500.000^ |
| Reino Unido (BPI)                                     | Prata   | 200.000^ |
| ^Valores enviados com base em certificação individual |         |          |